# 佩里·莫斯
佩里·维克托·莫斯（英語：Perry Victor Moss，1958年11月11日—），美国NBA联盟前职业篮球运动员。他在1982年的NBA选秀中第3轮第69顺位被波士顿凯尔特人选中。